# Adam Pascal
Adam Pascal (New York, 25 ottobre 1970) è un attore, cantante e musicista statunitense.

## Biografia
Dopo il divorzio dei genitori, rimase con la madre che l'ha cresciuto insieme al patrigno.
Ha recitato nel ruolo di Roger nella produzione originale del musical Rent a Broadway (per cui è stato candidato Tony Award al miglior attore protagonista in un musical, Londra, in due tour nazionali (nel 2006 e nel 2009) e nel film del 2005.
Ha recitato anche in altri musical, tra cui: Aida (Broadway, 2000), Cabaret (Broadway, 2003), Hair (Off Broadway, 2004), Chess (Royal Albert Hall, 2009), Memphis (Broadway, 2011), Chicago (Broadway, 2013).
Dal 1998 è sposato con Cybele Chivian da cui ha avuto due figli: Lennon Jay (2001) e Montgomery Lovell ([004).

## Filmografia parziale

### Cinema
- Fuori di cresta (SLC Punk!), regia di James Merendino (1998)
- School of Rock, regia di Richard Linklater (2003)
- Rent, regia di Chris Columbus (2005)

### Televisione
- Cold Case - Delitti irrisolti (Cold Case) – serie TV, episodio 3x18 (2006)

## Doppiatori italiani
- Alberto Caneva in Fuori di cresta
- Massimiliano Alto in School of Rock
- Stefano Crescentini in Rent
- Francesco Pezzulli in Cold Case - Delitti irrisolti